# Renta Básica de Emancipación
La Renta Básica de Emancipación (RBE) consiste en un conjunto de ayudas directas del Estado español, destinadas al apoyo económico para el pago del alquiler de la vivienda que constituye su domicilio habitual y permanente, en las condiciones y requisitos que establece el Real Decreto 1472/2007.

## Concepto
La RBE entró en vigor el 1 de enero de 2008 motivada según el propio Ministerio de Vivienda, por la necesidad de los jóvenes de emanciparse y las dificultades que encuentran para acceder a una vivienda.
La RBE fue derogada en diciembre de 2011, denegando las solicitudes posteriores a esta fecha, pero manteniéndola para aquellas personas que la tuviesen aprobada con anterioridad. Las solicitudes pendientes de resolución presentadas antes de dicha fecha serán valoradas para su aprobación o denegación atendiendo a las condiciones particulares de cada solicitud.
Además, en un conjunto de medidas aprobadas en julio de 2012 se decide reducir la cuantía de la ayuda de 210 a 147 euros, también quedan automáticamente denegadas todas las solicitudes no resueltas en dicha fecha. En este conjunto de medidas también se incluye el cese definitivo de la ayuda para aquellas personas que la perciban o la hubiesen percibido y que por cualquier circunstancia se encuentren en suspensión temporal de la RBE.
La vivienda es hoy el segundo problema para el conjunto de los españoles y el primero para los jóvenes. Un 80% de los jóvenes asegura que quiere emanciparse y que, en la mayoría de los casos, las razones que se lo impide son de tipo económico[cita requerida]. Esto ha provocado que la edad de emancipación en España esté alrededor de los 30 años, situándose entre las más altas de Europa.
El precio de la vivienda se encareció en España un 150% entre 1998 y 2005, mientras que el mercado de alquiler está muy poco desarrollado: apenas representa el 11% del mercado español de la vivienda, frente al 40% de media que hay en Europa.

## Requisitos
Podrán percibir la renta básica de emancipación, todas aquellas personas que reúnan los siguientes requisitos:
- Tener una edad comprendida entre los 22 y 30 años (la prestación se interrumpe al cumplir los 30 años)
- Ser titular del contrato de arrendamiento de la vivienda en la que residan con carácter habitual y permanente. La cuantía de la prestación se dividirá por el número de inquilinos titulares del contrato. Cada uno de los titulares puede solicitar la RBE.
- Disponer de una fuente regular de ingresos que le reporte unos ingresos brutos anuales inferiores a 22.000 euros.
- Se incluye a los trabajadores por cuenta propia o ajena, a los becarios de investigación y a los perceptores de prestación de desempleo o de una pensión por incapacidad, por invalidez o cualquier otra prestación pública, siempre que puedan acreditar una vida laboral de al menos seis meses de antigüedad, inmediatamente anteriores al momento de la solicitud, o una duración prevista de la fuente de ingresos de al menos seis meses contados desde el día de su solicitud.
- Trabajando por cuenta propia y la fuente regular de ingresos consiste en actividades empresariales, profesionales o artísticas, se puede deducir para el cómputo de los ingresos brutos los gastos necesarios para su obtención.
- Poseer la nacionalidad española o la de alguno de los Estados miembros de la Unión Europea. Para extranjeros no comunitarios, es necesario tener la autorización de residencia permanente en España.

## Cuantía
La renta básica de emancipación se desglosa en las siguientes ayudas:
- Una cantidad mensual de 210 euros con el fin de facilitar el pago de los gastos del alquiler. Desde julio de 2012 la cuantía mensual para cubrir parte de los gastos del alquiler se reduce a 147 euros.

120 euros para el caso de que se constituya un aval con un avalista privado. 
- Préstamo sin intereses, por importe de 600 euros, reintegrable cuando se extinga la fianza prestada en garantía del arrendamiento.

La ayuda de 210 euros se percibirá por meses completos, con efectos desde el mes siguiente al de su solicitud, durante un máximo de cuatro años, sean o no consecutivos, o hasta aquel en el que se cumpla la edad de 30 años.
Para percibir la renta básica son requisitos fundamentales:
- La domiciliación bancaria de esta ayuda en alguna de las entidades de crédito colaboradoras del Ministerio de Vivienda
- Domiciliación bancaria del pago del alquiler. El número de cuenta desde la que pagas el alquiler debe ser una cuenta de alguna de las entidades colaboradoras. Dicho pago podrá efectuarse mediante transferencia bancaria a una cuenta predeterminada del arrendador o de su representante a estos efectos, desde la cuenta del inquilino habilitada para ello; o bien, mediante el cargo de recibos domiciliados en esta última cuenta, directamente por parte del arrendador o de quien lo represente.
- Estar al corriente del pago del alquiler de la vivienda
- Estar al corriente en el cumplimiento de las obligaciones tributarias y con la Seguridad Social

## Polémica desde sus inicios
Desde que entró en vigor la RBE ha estado rodeada de polémica. Las principales críticas provenían al principio sobre la desigualdad que creaban estas ayudas con el resto de ciudadanos que no podían optar a ellas. 
Posteriormente se criticó porque la RBE podía repercutir en un aumento de los alquileres por parte de los propietarios a quienes se les concediesen estas ayudas. Algunas comunidades autónomas han llegado a recurrir estas ayudas al alquiler ante el Tribunal Constitucional, alegando que la gestión no le corresponde al Estado, sino a cada Comunidad Autónoma de forma individual. 
De forma genérica, la principal crítica que ha recibido es por su mala gestión y el retraso que sufren los solicitantes, tanto en su aprobación y tramitación, como en recibir los pagos. Como muestra de estas críticas, se han creado numerosas páginas y blogs en Internet sobre el asunto así como grupos en Facebook denunciando esta mala gestión. 
Incluso el Defensor del Pueblo ha llegado a recibir numerosas quejas sobre esta RBE llegando a ser uno de los motivos principales de quejas ante esta institución durante el 2008.[cita requerida]
El gobierno autonómico catalán prevé impedir dicha reclamación y el valenciano acudió al Tribunal Constitucional, que falló a su favor alegando la ayuda como asistencia social y no reclamable por competencia según Pleno. Sentencia 228/2012, de 29 de noviembre de 2012 (BOE núm. 313, de 29 de diciembre de 2012), evitando así que 1600 jóvenes tuvieran que realizar devoluciones.
La Organización de Consumidores y Usuarios (OCU) reacciona alegando que esta medida causa un gran trastorno al colectivo de jóvenes emancipados, pues el daño es mayor que si no se hubiese concedido la ayuda en un primer momento. Existe gran alboroto social pues el colectivo afectado promueve devolver lo injustamente recibido en caso de ser legal la devolución, por meses excedidos ,es decir, si sobrepasaron los 22.000 euros en junio devolver los seis meses respectivos a ese año y si los sobrepasaron en diciembre devolver uno. Actualmente se están recogiendo firmas a través de Internet tanto para que se vuelva a reanudar la ayuda como para que se estudie el caso con detenimiento.

### Suspensión de la ayuda
El Senado aprueba la reforma del alquiler, que suprime la renta básica de emancipación el 9 de mayo de 2013.
El Senado ha aprobado este miércoles el proyecto de Ley de Medidas de Flexibilización y Fomento del Mercado del Alquiler de Viviendas, con el apoyo del Grupo Popular (144 votos a favor y 78 en contra). A su paso por la Cámara Baja, el proyecto de Ley ha incluido una serie de enmiendas, por lo que tendrá que retornar al Congreso de los Diputados para su aprobación definitiva. 
Entre estos cambios destaca la enmienda introducida por el Grupo Popular por la que se mantienen las subvenciones para construir viviendas de alquiler social incluidas en anteriores planes de vivienda, así como las ayudas de subsidiación de préstamos convenidos reconocidas antes del 15 de julio de 2012 que cuenten con la conformidad del Ministerio de Fomento, siempre que se formalicen por el beneficiario antes de dos meses.
Sin embargo, el nuevo texto suprimirá y dejará sin efectos el resto de ayudas de subsidiación reconocidas en el marco de planes anteriores, así como la Renta Básica de Emancipación (RBE) --la ayuda de 147 euros mensuales para inquilinos de entre 22 y 30 años--, que desaparecerá definitivamente desde el momento en que las nuevas ayudas del Plan Estatal de Vivienda 2013-2016 se hagan efectivas.
PSOE y CiU habían reclamado a la Mesa del Senado que esta enmienda fuera retirada aprovechando el trámite en el Pleno por considerarla incongruente con el proyecto de Ley, si bien esta petición fue denegada tras un informe jurídico de los servicios de la Cámara Alta.